# Masashi Abe
Pour les articles homonymes, voir Abe.
Masashi Abe (阿部 雅司, Abe Masashi), né le 13 août 1965, est un ancien athlète du combiné nordique japonais.

## Biographie
Il débute en 1987. Il fait partie de la grande équipe japonaise du combiné nordique des années 1990 avec laquelle il devient champion olympique et double champion du monde en compagnie de Takanori Kono ou Kenji Ogiwara. Il se retire en 1995.

## Palmarès

### Jeux olympiques
| Épreuve / Édition | Calgary 1988 | Albertville 1992 | Lillehammer 1994 |
| Individuel        | 31e          | 30e              | 10e              |
| Par équipes       | 9e           |                  | Or               |

### Championnats du monde
| Épreuve / Édition | Val di Fiemme 1991 | Falun 1993 | Thunder Bay 1995 |
| Individuel        |                    | 6e         |                  |
| Par équipes       | Bronze             | Or         | Or               |

### Coupe du monde
- Meilleur classement final: 4e en 1993.
- 4 podiums individuels dont 2 deuxièmes places et 2 troisièmes places.